# Macromaxillocarididae
Macromaxillocarididae is een familie van kreeftachtigen uit de klasse van de Malacostraca (hogere kreeftachtigen).

## Geslacht
- Macromaxillocaris Alvarez, Iliffe & Villalobos, 2006